# Takida
I Takida sono un gruppo musicale post-grunge proveniente da Ånge, in Svezia, formatasi nel 1999. Il nome della band deriva dal personaggio Gohei Takeda nella serie anime giapponese Nagareboshi Gin.

## Storia
Nel 2000 i Takida hanno registrato il primo demo, Old, e nel 2005 firmarono un contratto con l'etichetta indie svedese Ninetone Records. Attraverso questa etichetta pubblicarono il loro primo singolo Losing nel gennaio del 2006 e nell'aprile del 2006 il loro primo album ...Make You Breathe. Il loro secondo album, Bury the Lies, è stato pubblicato nel maggio 2007. Nello stesso anno il singolo Curly Sue venne pubblicato e raggiunse le cime delle classifiche musicali. Anche Handlake village e The Things We Owe raggiunsero la prima posizione dei singoli più venduti.
Dopo il successo di Bury The Lies, i Takida ricevettero un grande numero di offerte da parte di grandi etichette ma decisero di rinunciare e di pubblicare il loro nuovo album The Darker Instinct attraverso la loro etichetta Takida AB. L'album venne pubblicato il 2 settembre 2009.
Il 18 agosto 2009 i Takida annunciarono che avrebbero firmato un contratto con la Roadrunner Records. Il primo singolo commercializzato al di fuori della Scandinavia fu Bury The Lies in Germania il 2 ottobre.
Durante l'autunno del 2009 i Takida supportarono i Theory of a Deadman e i The Butterfly Effect per i loro concerti in Germania.
Nel 2011 venne pubblicato il loro quarto album di studio The Burning Heart da cui venne estratto il singolo You learn.

## Formazione
- Robert Petterson
- Tomas Wallin
- Mattias Larsson
- Kristoffer Söderström
- Fredrik Pålsson

### Membri del passato
- Fredrik Holm
- Roger Olsson
- Niklas Källström

## Discografia
- 2006 - ...Make You Breathe
- 2007 - Bury the Lies
- 2009 - The Darker Instinct
- 2011 - The Burning Heart
- 2012 - A Lesson Learned - The Best Of (2012)
- 2014 - All Turns Red (2014)